# Fort Negombo
Fort Negombo werd gebouwd door de VOC in 1672, op een eiland in een lagune aan de westkust van Ceylon, het huidige Sri Lanka. Op het eind van de 19de eeuw werd het door de Britten grotendeels gesloopt, waarna de stenen gebruikt zijn om een gevangenis te bouwen. Wat men heeft laten staan is de landpoort, met het jaartal 1678, met daaraan vast een stuk van de oostelijke muur, omdat hierop een torentje was gebouwd ter ere van koningin Victoria.
Op het eiland stond eerst een Portugees fort, dat werd veroverd door de VOC. Dit fort was groter in omvang, maar de VOC besloot om, net als in Colombo, in plaats daarvan een kleiner maar sterker fort te bouwen. Dit fort was vijfhoekig van vorm met een gracht er om heen met water uit de lagune, en had vier bastions. In Francois Valentijn's beschrijving van rond 1700 worden de bastions aan de zeekant Hoorn en Enkhuizen, en die aan de landzijde Delft en Rotterdam genoemd. Op een kaart uit 1720 heet echter het noordoostelijke bastion Vlaggepunt, het zuidoostelijke Klokkepunt, het zuidwestelijke Colombo punt en het noordwestelijke Nachtpost. In de noordelijke muur zat een knik, waar misschien een vijfde had moeten komen. De hoofdpoort, met in de 18de eeuw een klokkentoren erop, was in de oostelijke muur, en leidde naar een ophaalbrug over de gracht. In de noordwestelijke muur, aan de kant van de zee, was een waterpoort. Binnen het fort bevonden zich barakken, kruitmagazijnen, kaneelpakhuizen en een waterput. Het geheel was nog eens omringd door een houten pallisade vlak tegen de muur aan.

## Geschiedenis

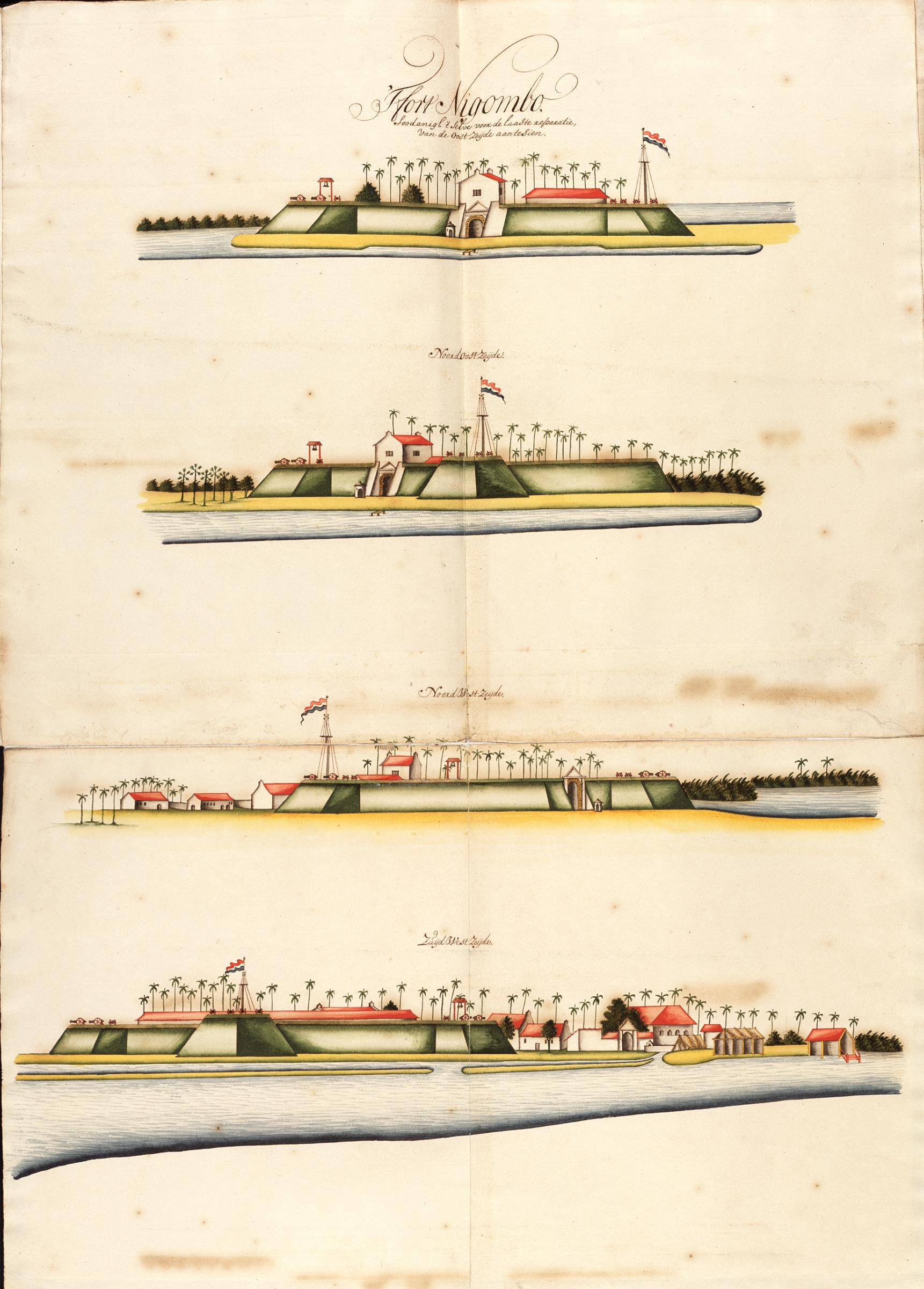
Fort Negombo in 1721 van vier zijden

Na de verovering van de forten Trincomalee en Batticaloa aan de oostkust vertrok in 1639 onder Philip Lucasz een nieuwe vloot vanuit Batavia naar Ceylon. Eerst deed men Trincomalee aan, waar men het garnizoen, dat onder honger en ziekte bleek te lijden, van voedsel en medicijnen voorzag. Daarna voer men om het eiland heen om het hoofdkwartier van de Portugezen, Colombo, aan te vallen. De afspraak met Raja Singha II, de koning van Kandy, was dat zijn leger Colombo aan de landzijde zou aanvallen terwijl de VOC vloot dat vanuit zee zou doen. Het Kandiaanse leger bleek echter nergens te bekennen. In plaats daarvan viel men toen het iets ten noorden van Colombo gelegen zwakkere fort van Negombo aan, dat in februari 1640 veroverd werd. Lucasz werd vervolgens ziek en keerde terug naar Batavia. De vloot vertrok onder viceadmiraal Willem Coster naar het zuiden en veroverde in maart het fort van Galle. Nog hetzelfde jaar kwamen de Portugezen uit Colombo en heroverden Negombo. Dit was de enige keer dat de Portugezen een door de VOC in Ceylon veroverd fort van belang terug veroverden. Ze versterkten daarna het fort aanzienlijk. In 1644 arriveerde echter een nieuwe vloot uit Batavia onder François Caron, die het fort weer terug veroverde voor de VOC. Het fort werd toen nog verder versterkt. Raja Singha wilde dat het fort aan hem werd overgedragen maar de VOC weigerde dat omdat hij niets bijdroeg aan de oorlog. Dat leidde tot schermutselingen waarbij in 1646 een troepenmacht van de VOC niet ver van Negombo door een leger uit Kandy werd verslagen, waarbij honderden soldaten werden meegevoerd naar Kandy. Het afgehakte hoofd van de aanvoerder, Adriaan van der Stel, werd in een zijden zak naar de commandant van fort Negombo gestuurd.
Ook de Portugezen ondernamen nog tegenaanvallen, en eisten het fort zelfs terug op basis van een wapenstilstand die de Staten-Generaal met Portugal gesloten had, en die in 1645 in Ceylon in werking trad, maar de pas gearriveerde gouverneur Maetsuycker gaf daar geen gehoor aan. Achteraf verstandig, want de vrede bleek van korte duur te zijn. Vanaf augustus 1646 was het weer oorlog. Met de verovering van Colombo in 1656 en Jaffna in 1658 werden de Portugezen definitief van het eiland verdreven.
Het fort speelde in de eeuwen daarna een belangrijke rol als verzamelpunt in de handel in kaneel en andere producten, voordat ze doorgevoerd werden naar Colombo. Onderdeel daarvan was een uitgebreid netwerk van aangelegde en natuurlijke waterwegen in het laagland, van Puttalam in het noorden tot Kalutara in het zuiden. Dit vergemakkelijkte het vervoer van landbouw- en handelsproducten over land en voerde zout water af vanuit de rijstvelden. Het parallel daaraan gelegen 14,5 kilometer lange kanaal van Negombo naar Puttalam dat bekend staat onder de naam Dutch Canal is in 1802 door de Britten aangelegd, en heet eigenlijk het Hamilton Canal. De Britten namen Negombo zonder slag of stoot in in 1796, en daarna ook Colombo, toen Nederland in de Eerste Coalitieoorlog door de Fransen was bezet. Bij de Vrede van Amiens in 1802 werd heel Ceylon aan de Britten afgestaan. Aan het eind van de 19de eeuw sloopten zij het fort, om van de stenen een gevangenis te bouwen.

## Galerij

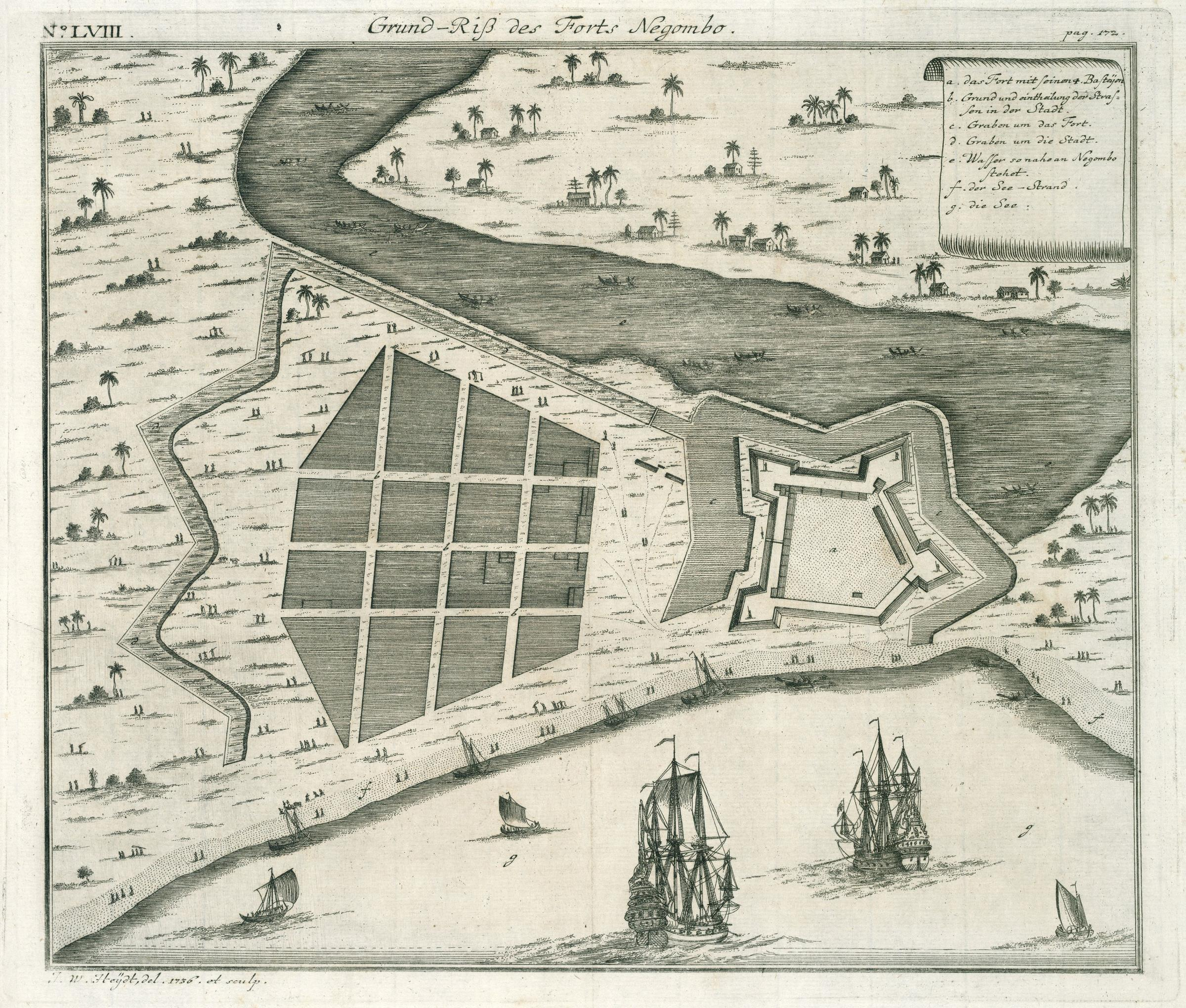
Plattegrond van het fort in 1736 met de voorstad, de zee en een stukje van de lagune. Het noorden is onder.
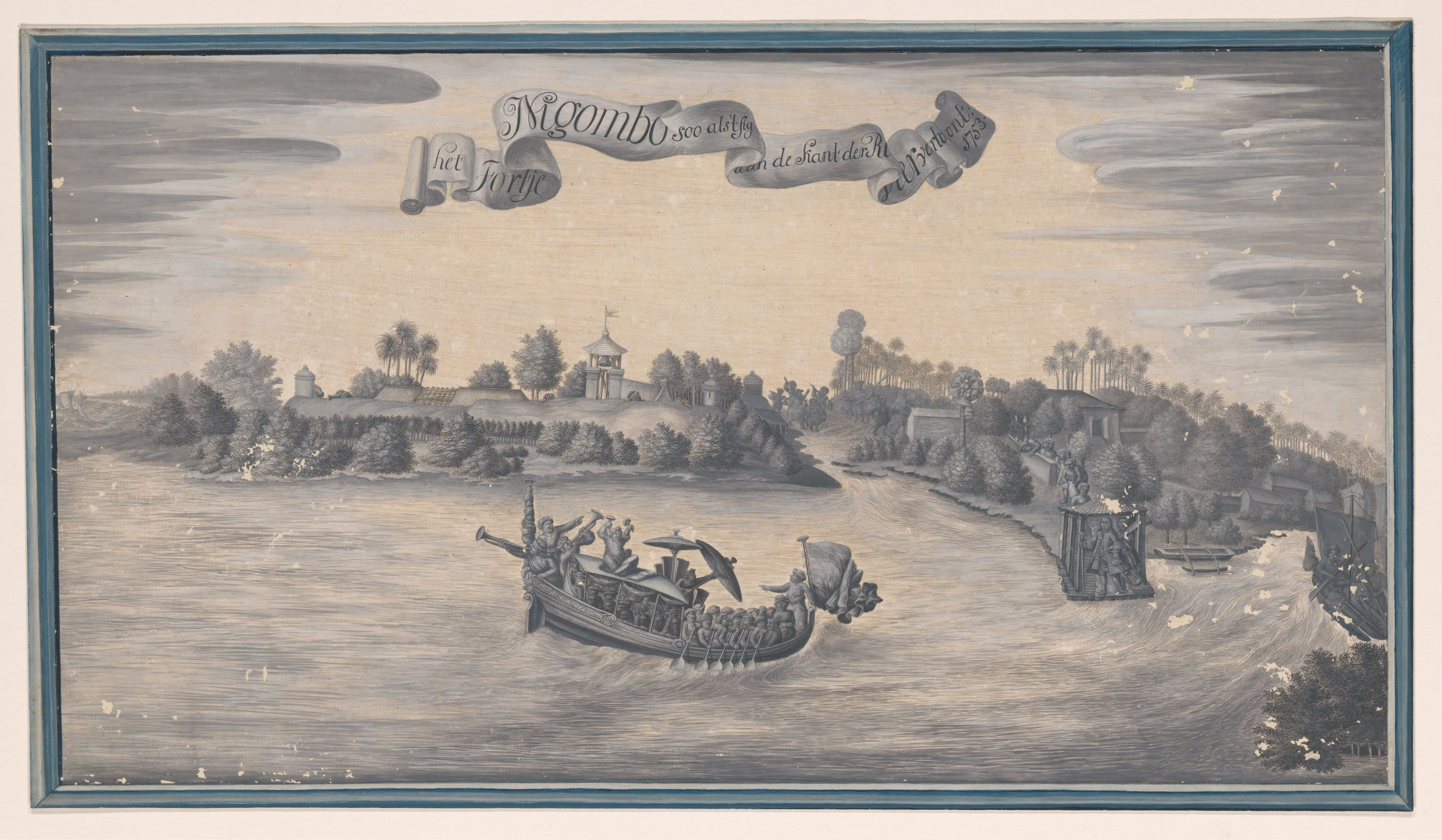
Gezicht op het fort in 1753, gezien vanaf de overkant van de lagune. Links is het fort, met het Colombo punt (links) en Klokkepunt (rechts), en daar tussen in de klokkentoren op de hoofdpoort.
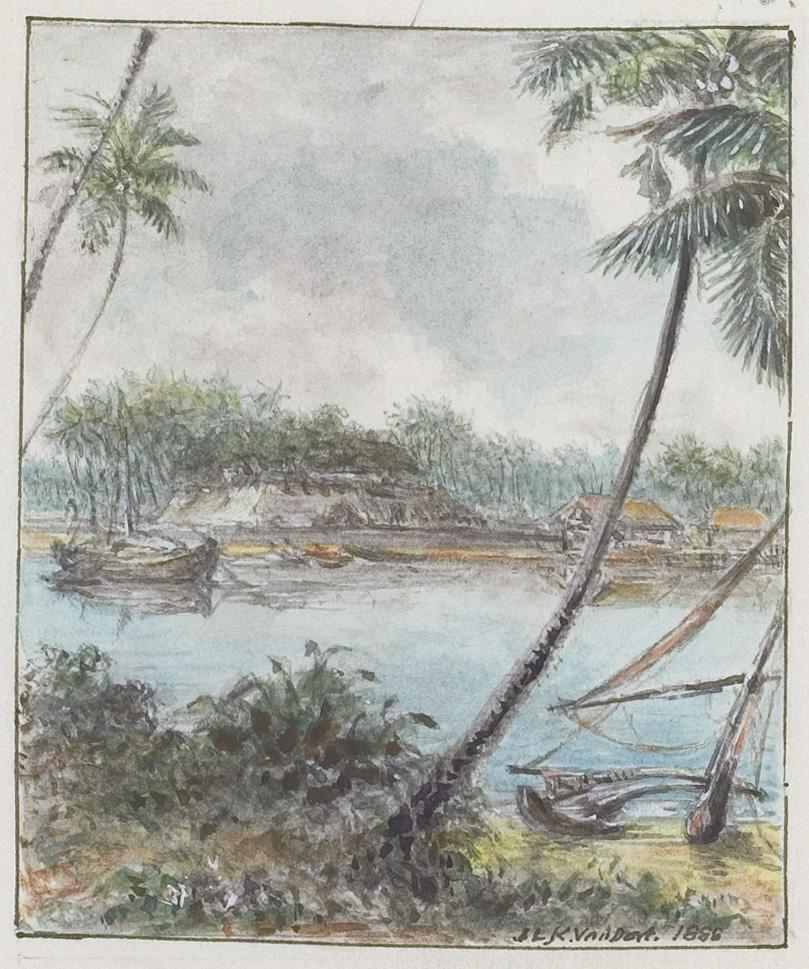
Het fort geschilderd door van Dort in 1888, vlak voor de afbraak
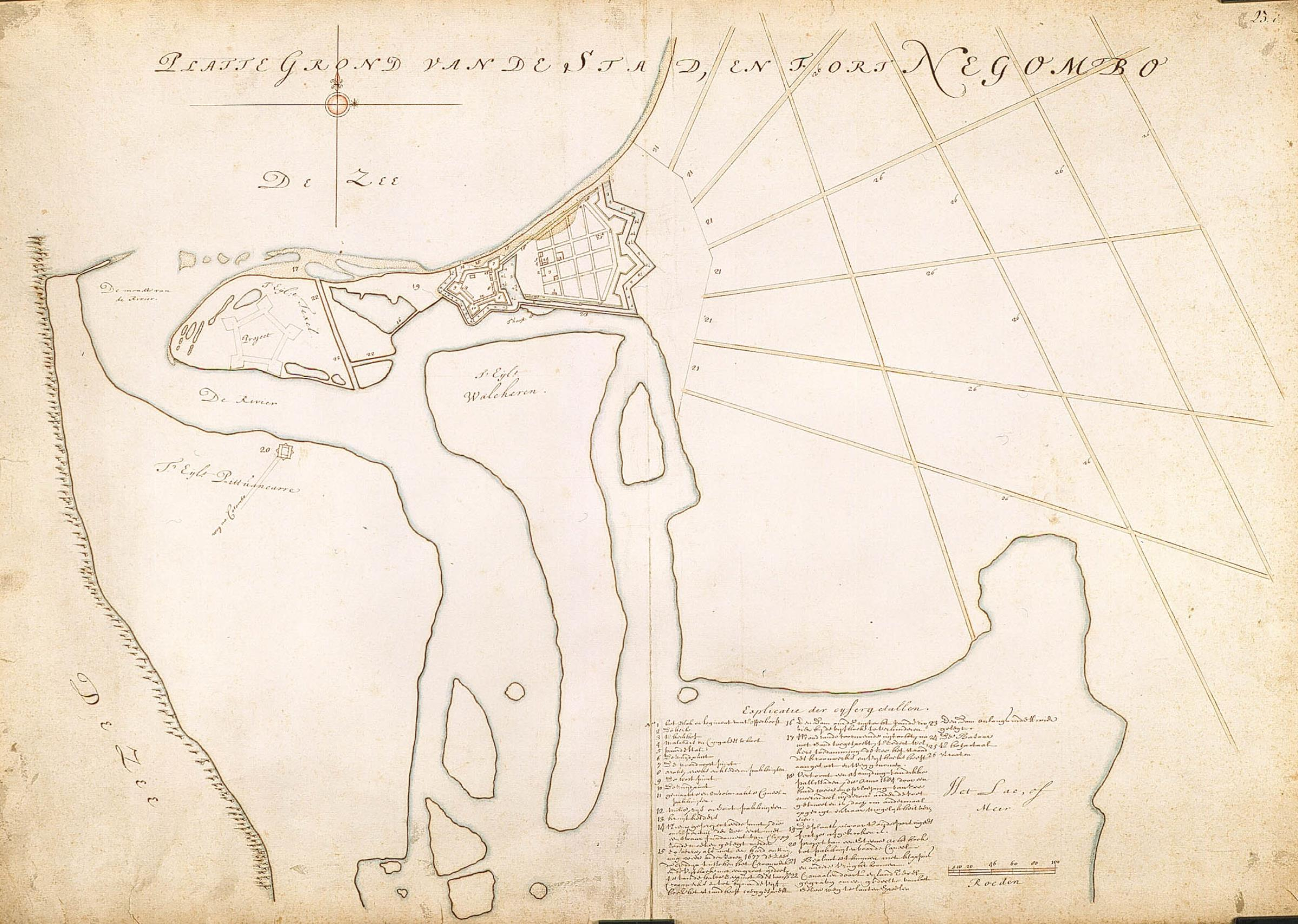
Kaart met geplande werken bij het fort van ca. 1690 - 1730
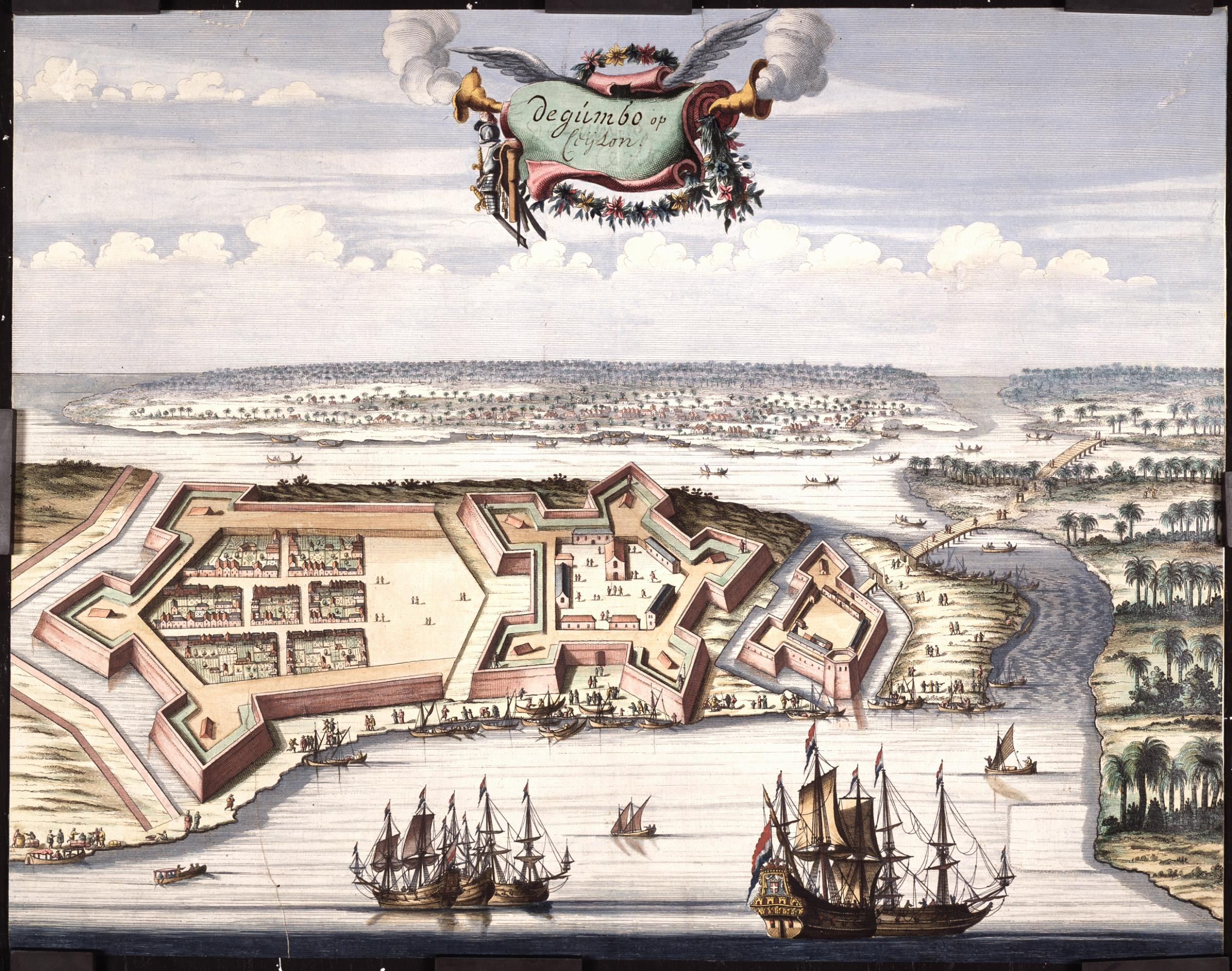
Het Portugese Negombo in vogelvlucht op een prent van ca. 1666, met vermoedelijk overdreven vestingwerken
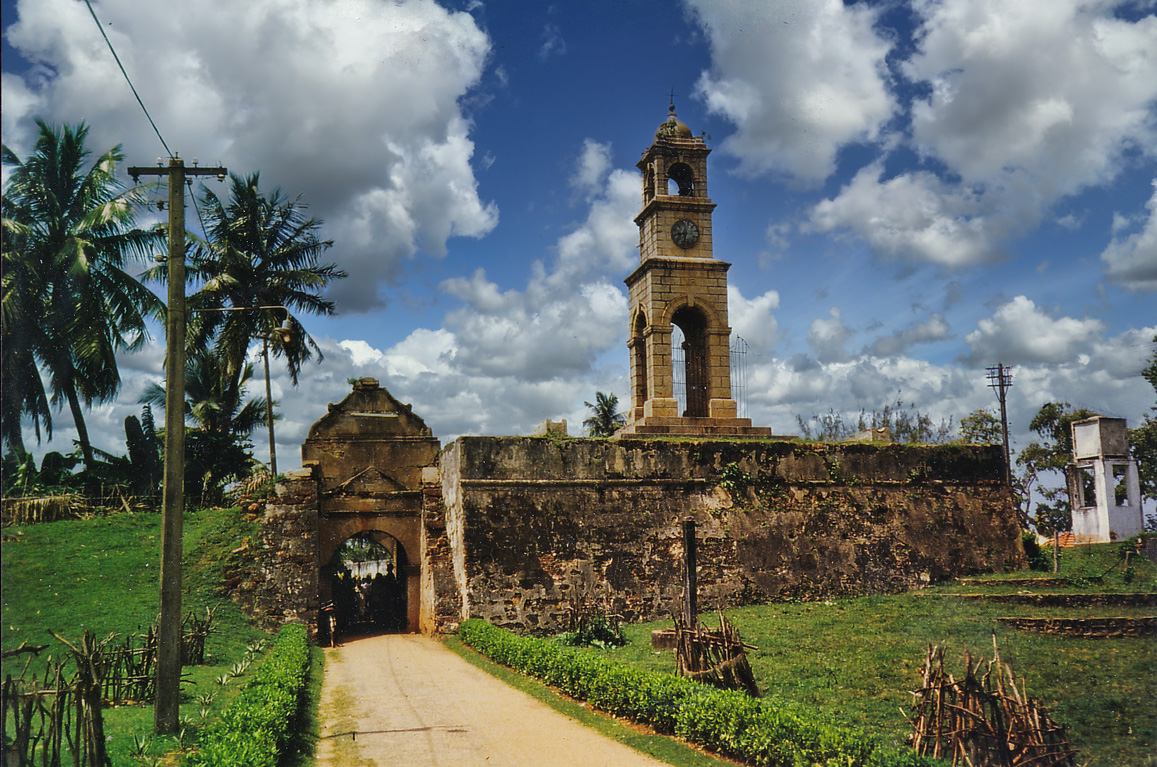
Het fort in 1991